# 1947 en science-fiction
| Années de la science-fiction : 1944 - 1945 - 1946 - 1947 - 1948 - 1949 - 1950    |
| Décennies de la science-fiction : 1910 - 1920 - 1930 - 1940 - 1950 - 1960 - 1970 |

L'année 1947 a été marquée, en matière de science-fiction, par les événements suivants.

## Naissances et décès

### Naissances
- 3 janvier : Patricia Anthony, écrivain américaine, morte en 2013.
- 10 janvier : George Alec Effinger, écrivain américain, mort en 2002.
- 6 février : Eric Flint, écrivain américain, mort en 2022.
- 17 mars : James Morrow, écrivain américain.
- 24 mai : Tanith Lee, écrivain britannique, morte en 2015.
- 22 juin : Octavia E. Butler, écrivain américaine.
- 25 juin : John Maddox Roberts, écrivain américain, mort en 2024.
- 7 juillet : Robert Buettner, écrivain américain.
- 23 juillet : Gardner R. Dozois, écrivain américain, mort en 2018.
- 20 décembre :  Michael F. Flynn, écrivain américain, mort en 2023.
- 22 décembre : Brian C. Daley, écrivain américain, mort en 1996.

## Événements
- Création du magazine Fantasy Book.

## Prix de science-fiction
La plupart des prix littéraires de science-fiction actuellement connus n'existaient alors pas.

## Parutions littéraires

### Romans
- Encore un peu de verdure par Ward Moore.
- Les Enfants du joyau par Edward Elmer Smith.
- La Machine suprême par John W. Campbell.

### Nouvelles
- Jeu d'enfant par William Tenn.
- Moi, moi et moi par William Tenn.
- Le Représentant en éléphants par Robert A. Heinlein.

## Sorties audiovisuelles

### Films
- Meteory par Pavel Klouchantsev.